# Aleuten (Volk)
Die Aleuten oder Alëuten (regionale Selbstbezeichnung der östlichen Aleuten Unangan oder auf Atka Unangas, Singular Unanga, Dual Unangax̂‚ Küstenvolk‘) sind die Ureinwohner der gleichnamigen, etwa 150 Inseln umfassenden Inselgruppe der Aleuten, die dem Nordwesten Amerikas vorgelagert sind, sowie der äußeren Spitze der Alaska-Halbinsel und seit 1825 auch auf den Kommandeurinseln.
Der Name der Inselkette wurde erstmals 1827 durch Johann von Krusenstern in Anlehnung an die Ureinwohner vorgeschlagen. Die heutigen Aleuten sind genetisch eine Mischbevölkerung aus indigenen und russischen Vorfahren. Ihre Gesamtzahl wird auf etwa 10.000 bis 20.000 geschätzt. Sie werden nicht zu den Indianern Nordamerikas gezählt, sondern bilden zusammen mit den Eskimovölkern das Kulturareal „Arktis“.

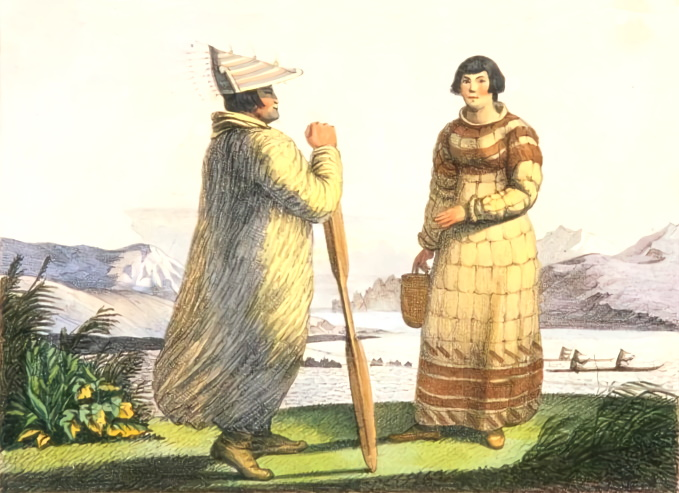
Unangan (Illustration, um 1820)

## Etymologie
Die Herkunft der Bezeichnung Aleuten ist ungeklärt: Entweder stammt sie von einer Ethnie am Olutorsk-Fluss in Kamtschatka und wurde von den russischen Pelzhändlern für Jäger von den Aleuten-Inseln verwendet, oder sie wurde aus dem tschuktschischen Wort für „Insel“ (aliat) abgeleitet. Ebenfalls möglich ist eine Herleitung aus dem westaleutischen Wort allíthuh für Gemeinschaft.

## Abstammung
Die ersten Menschen auf den Aleuten waren asiatische Einwanderer, die ursprünglich von der Halbinsel Kamtschatka kamen. Ein Ursprung, der auch durch ihr Geräterepertoire untermauert wird. Die ältesten gefundenen Steinwerkzeuge von Menschen des Kulturtyps Epigravettien stammen aus der Zeit etwa 6000 v. Chr. (Paläo-aleutische Kultur). Diese Menschen kamen direkt aus Asien. Eine Zweitbesiedlung der Inselgruppe mit den für Menschen sehr harten Lebensbedingungen findet sich ab 2000 v. Chr. aus westlicher Richtung durch Menschen vormals asiatischer Abstammung statt. Sie verfügten über seetüchtige Boote und steinzeitliche Jagdwaffen, darunter ein Typ Stabharpunen mit langen schmalen Knochenspitzen und Widerhaken, wie sie auch in Kamtschatka, der Kodiak-Insel und im nördlichen Japan gefunden wurden. Die Besiedlung war Mitte des 1. Jahrtausends v. Chr. abgeschlossen.
Nach eigenen Angaben bewohnen die Unangan die Inseln jedoch bereits seit 9000 Jahren und entstammten drei maritimen Völkern, die sich in verschiedene Stämme gliederten. Diese mythische Überlieferung wird durch vereinzelte 14C-datierte Skelettfunde auf Anagula Island gestützt, so dass man eine weitere, frühere Einwanderungswelle annimmt, die sich allerdings anthropologisch in den rezenten Vertretern offenbar nicht niedergeschlagen hat. Um 1000 n. Chr. scheint es dann noch eine dritte Migrationswelle gegeben zu haben, die aus Asien gekommen sein könnte oder durch Ost-West-Wanderung von Eskimogruppen ausgelöst wurde, so dass sich aus diesen drei Einwanderungszyklen drei mythische Stämme ableiten lassen. Belegt wird die letzte Einwanderungswelle vor allem durch ein neues Geräteinventar, vor allem polierte Schiefergeräte, wie sie schon vorher für die Thule-Kultur der arktischen Küstengebiete Nordamerikas zwischen der Labrador-Halbinsel und Alaska bis hin zur nordostasiatischen Tschuktschensee typisch gewesen sind.
Die Aleuten isolierten sich schon sehr früh als zunehmend maritime Kulturform von den übrigen arktischen Kulturen des Festlandes. Zwischen 2500 und 1900 v. Chr. lösten sie sich beim Übergang vom Arktischen Stadium II zu III völlig von der Entwicklung der Festlandeskimos, deren Mikrolithen-Technologie mit komplexen mehrteiligen Geräten bei ihnen mit am frühesten auftaucht. Sie behielten seit der Besiedelungsphase um 2000 v. Chr. eine stabile Lebensweise bei und verfügten über eine reiche Technologie der Bearbeitung von Steinabschlägen und Knochen, die sich bis zum Eintreffen der ersten Europäer im 18. Jahrhundert hielt.
Nach der drastischen Dezimierung der Aleuten durch die Russen kam es im Laufe des 18. und frühen 19. Jahrhunderts zu einer Vermischung der überlebenden Urbevölkerung mit den russischen Eroberern.

## Sprache

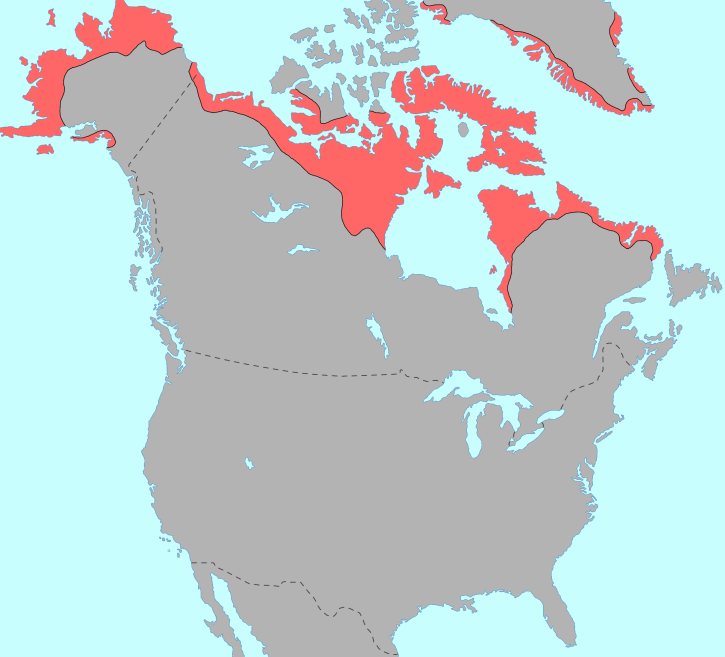
Die eskimo-aleutischen Sprachen und ihre Verteilung

Der Name Unangan – wie oben erwähnt eine Selbstbezeichnung auf den östlichen Aleuten, die nicht auf das gesamte Volk der Aleuten anwendbar ist – bedeutet in der Sprache der dortigen Inselbewohner „Mensch“. Die Aleuten sprechen ihre eigene Sprache, das Unangam Tunuu mit drei Dialekten, von denen einer, das Attuan, gegen Ende des 20. Jahrhunderts allerdings fast ausgestorben war. Die Hauptdialektgruppen sind das Ostaleutische, das Atkan und das Attuan. Innerhalb der Ostgruppe gibt es wiederum die Unterdialekte auf den Inseln Unalaska, Belkofski, Akutan, den Pribilof Islands, Kashega und Nikolski. Der Pribilof-Dialekt umfasst allerdings zurzeit alleine mehr Sprecher als alle anderen Aleutendialekte zusammen. Das jetzt ausgestorbene Attuan war ein separater Dialekt, der sowohl Einflüsse des Atkan wie des Ostaleutischen aufwies. Alle Dialekte weisen Wortschatzeinflüsse des Russischen auf. Der Dialekt der Cooper-Insel hat zudem viele russische Flexionsendungen angenommen. Die große Zahl der Dialekte ist auf die Isolation der Inseln zurückzuführen, zwischen denen Reisen schwierig war.
Die Sprache der Aleuten ist mit den Eskimosprachen eng verwandt und wurde daher mit diesen von dem amerikanischen Linguisten Joseph Greenberg 1987 zu einer der drei großen amerikanischen Sprachgruppen, dem Eskimo-Aleutischen zusammengefasst (die anderen beiden sind Na-Dené und Amerind).
Anfang des 21. Jahrhunderts gibt es rund 16.000 bis 20.000 Aleuten. Etwa 4.000 davon leben zeitweise andernorts.

## Traditionelle Lebensweise und Gesellschaft

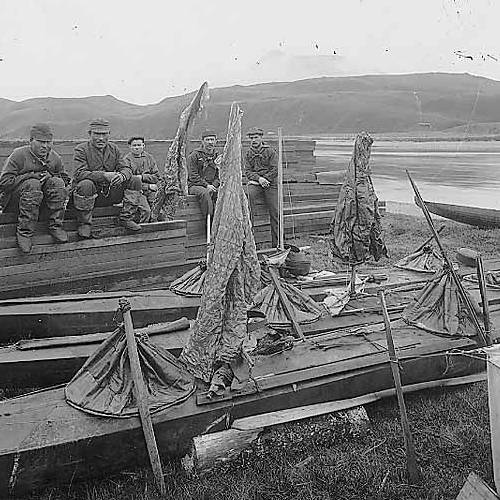
Fischer und ihre Kajaks auf Unalaska, 1896

### Subsistenz
Da die Unangan auf gebirgigen, waldfreien Inseln mit tundraähnlicher Vegetation leben, stammt ihre Nahrung seit jeher vor allem aus dem Meer mit seinen Fischen und Meeressäugern. Dafür entwickelten sie mehrsitzige Kajaks (Baidarkas). Unter den Meeressäugern wurden vor allem Bärenrobbe, Seelöwe und insbesondere Seeotter sowie alle dort vorkommenden Walarten erbeutet. Für den Winter sammelten sie Vogeleier der großen Seevögelkolonien. Größere Landsäugetiere (Karibus, Bären) kommen nur auf der Alaska-Halbinsel und auf Unimak vor, so dass sie auch nur dort gejagt wurden. Als Hausrat waren neben Fellen aus Gras geflochtene Matten, Taschen und Körbe vorhanden. Typisch waren die oft kegelförmigen Kopfbedeckungen. Fett, Jukola (Dörrfisch) wurden in Blasen aufbewahrt, die man aus den Mägen von Seelöwen herstellte. Für die Kleidung wurden vor allem Seeotterfelle und Vogelbälge verwendet.

### Gesellschaft

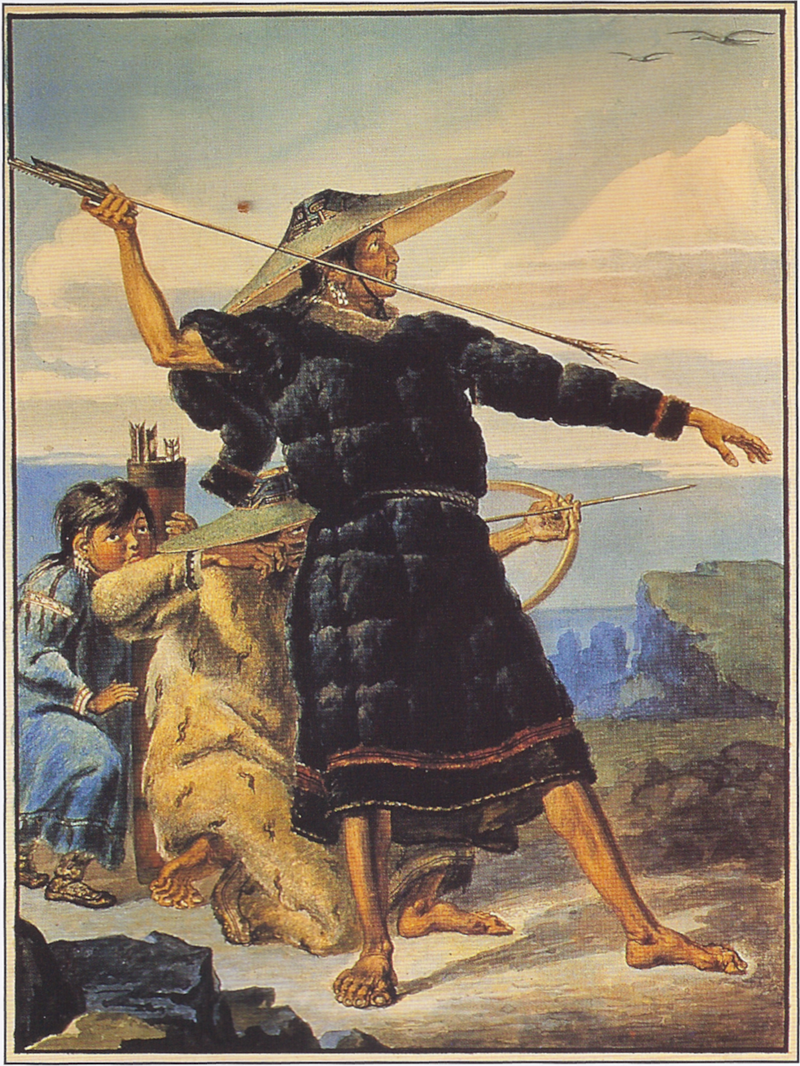
Aleutischer Jäger in Festkleidung (1818)

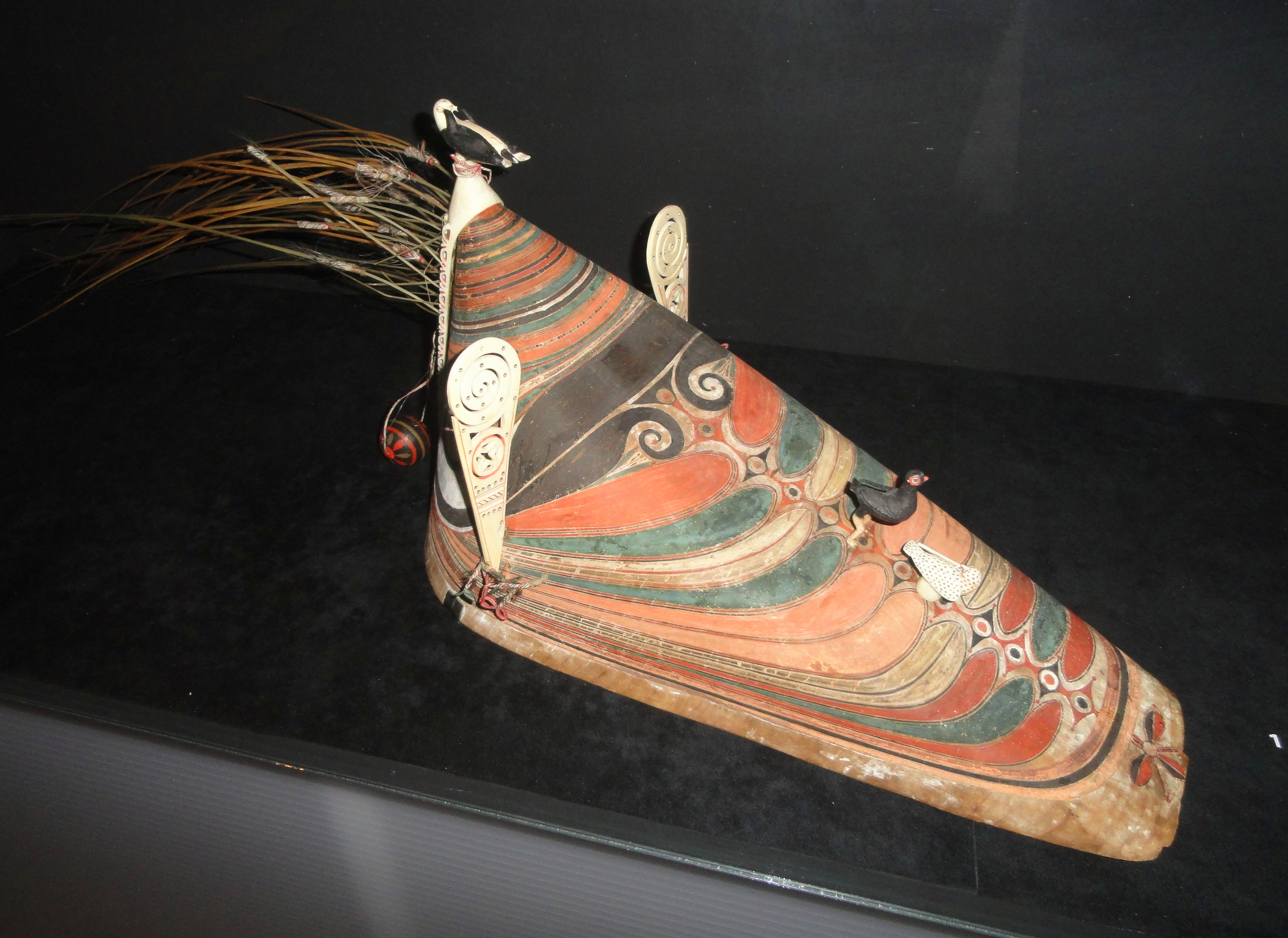
Typischer Jägerhut der Aleuten

Mehrere Familien lebten in großen halbunterirdischen Bauten (Barabaras) zusammen. Ein Barabara war meist rechteckig, bis zu 20 m lang, fensterlos und reichte über einen Meter tief in die Erde. Das Gestell bestand aus Treibholz, bedeckt mit einer Schicht aus Fellen oder Gräsern, worüber ausgiebig Erdsoden lagen. Zwei große Löcher im Dach dienten der Beleuchtung, als Rauchabzug und als Eingang über eine Leiter. Die Häuser waren so groß, dass mehrere Familien (40 bis max. 150 Personen) darin wohnen konnten. Die Bewohner schliefen an den Wänden in gepolsterten Gruben. Diese Gemächer waren mit Vorhängen vom übrigen Raum abtrennbar. Die Dörfer lagen ursprünglich am Meeresufer an Stellen, an denen Boote gut zu landen waren, dazu in der Nähe von Frischwasserquellen. Wichtig war dabei auch die Verteidigungsfähigkeit, denn es bestand stets die Gefahr von Überfällen benachbarter Stämme. Nach Ankunft der Russen im 18. und 19. Jahrhundert hörten die inneren Kriege auf, und die Dörfer wurden nun an Flussmündungen angelegt, wo Lachs während der jährlichen Lachswanderungen gefangen werden konnte.
Die Sozialstruktur basierte auf der Großfamilie: Meist ein älterer Mann, seine Brüder und Söhne, ihre Frauen und unverheiratete Kinder. Verschiedentlich zu findende Hinweise auf eine matrilineare Abstammungsfolge sind nicht bewiesen. Der Status des Einzelnen in der aleutischen Ranggesellschaft war vor allem mit den persönlichen Erfolgen bei der Waljagd verbunden. Die Dörfer bestanden gewöhnlich aus miteinander verwandten Familien. Ein Häuptling (Tukux) konnte dabei mehrere Dörfer mit 200 bis 2.000 Einwohnern auf einer Insel regieren; aber es gab nie einen Häuptling, der alle Aleuteninseln oder auch nur einige davon beherrschte. Der Tukux hatte nur beschränkte Macht: Er war vor allem für den Schutz seines Clans und dessen Rechte an den Jagdgründen gegenüber anderen Clans zuständig und führte seine Gruppe in Kriegszeiten. Früher wurden diese Führer aufgrund ihrer besonderen Fähigkeiten gewählt, waren jedoch während ihrer Amtszeit immer auf das Wohlwollen der Ältesten und anderer Häuptlinge angewiesen. Erst die Russen installierten ein System eines über die männliche Linie erblichen Häuptlingstums aus erst-, zweit- und drittrangigen Anführern mit fest definierten Aufgaben.
Die recht kriegerischen Aleuten hielten ihre Gefangenen als Sklaven. Männerhäuser, sog. kashims, wie bei den Küsteneskimos Alaskas oder der Kodiak-Insel gab es bei ihnen jedoch nicht. Wegen der frühzeitigen Zerstörung ihrer Sozialstruktur gibt es relativ wenig Informationen darüber. Man weiß jedoch, dass Monogynie und Polygynie nebeneinander vorkamen, die sich an der wirtschaftlichen Fähigkeit eines Mannes orientierten. Es gab aber auch, wie das unter ökonomisch kritischen Umweltbedingungen gelegentlich der Fall ist, die Polyandrie. Frauen und Männer genossen weitgehend gleiche Rechte.

### Glaube
Die Eroberung durch die Russen hat die Kultur der Aleuten frühzeitig beeinflusst, so dass über die ethnische Religion relativ wenig bekannt ist.
Der Glaube war animistisch: Alle Lebewesen galten als beseelt und es gab gute und böse Geister, insbesondere Tiergeister. Darüber stand vermutlich eine Gottheit, die mit der Sonne assoziiert wurde und für die Seelen sowie alles, was mit der Jagd zu tun hatte, verantwortlich war. Diese Vorstellungen beeinflussten das gesamte Leben der Menschen. Erwachsene Männer opferten den Geistern an heiligen Orten und besaßen eine Anzahl verschiedener Amulette und Talismane zum Schutz vor dem Bösen. Zudem gab es spirituelle Tänze für die Männer, obwohl der Fokus dabei eher auf den Verhaltensnormen für Frauen und Kinder lag. Seelen galten als Wanderer zwischen drei Welten – der Erde, einer oberen- und einer unteren Sphäre. Schamanen – die von der Geisterwelt berufen wurden – waren die Vermittler zwischen Diesseits und Jenseits. Dabei waren sie zuständig für die Jagd, das Wetter und das Heilen. Im Winter wurden große Maskentänze und Zeremonien abgehalten, um die Geister zu besänftigen. Die vielleicht wichtigste Zeremonie war der 40-tägige Ahnenkult, da der Tod im Glauben der Aleuten eine wichtige Rolle spielte. Einige Gruppen mumifizierten Leichen, um so ihre spirituellen Kräfte zu bewahren. Berühmten Walfängern war es erlaubt, ein Stück davon bei sich zu tragen, um Glück bei der Jagd zu haben.
Ab dem Ende des 18. Jahrhunderts begann die Christianisierung, zuerst durch orthodoxe Missionare. Seit 1820 sorgte sich die Kirche um die Einrichtung von Schulen und Krankenhäusern. Die traditionelle Religion existiert nur noch in einer synkretistischen Mischform, die vor allem christliche Elemente enthält. Die meisten Aleuten gehören auch heute noch der orthodoxen Kirche an. Dennoch bekennen sich nach den laufenden Erhebungen des evangelikal-fundamentalistisch ausgerichteten Bekehrungsnetzwerkes Joshua Project immer noch 20 % der Aleuten zur alten Religion.

## Moderne Geschichte

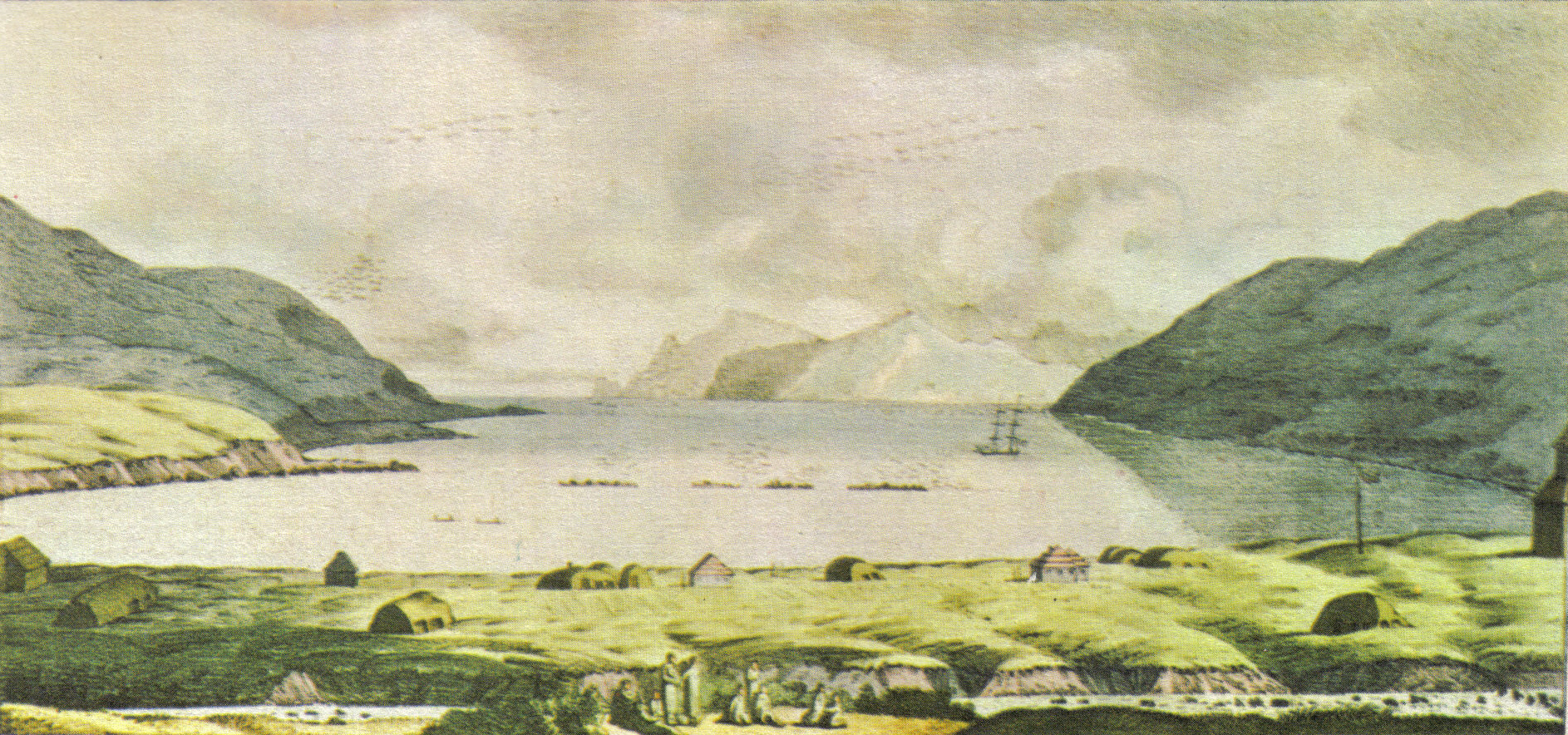
Ursprüngliche Siedlungen der Aleuten vor der Zerstörung durch ausländische Eindringlinge. Hier: Der Hafen von Unalaska im Sommer 1816 von Ludwig Choris während der Rurik-Expedition gemalt

Für Europa entdeckt wurden die Inseln und deren Bewohner 1741 von dem Deutschen Georg Wilhelm Steller auf einer Expedition mit dem Dänen Vitus Bering und Alexei Tschirikow.
Die von der Expedition mitgebrachten Seeotter- und Pelzrobbenfelle lösten bei den „Promyschlenniki“ (russische Pelzjäger und -händler), von denen viele nach der drastischen Dezimierung der Pelztierbestände Sibiriens arbeitslos waren, einen Boom mit drastischen Folgen für die Unangan aus: Die Promyschlenniki versuchten, in großer Zahl Seeotter auf den westlichen Inseln zu erbeuten. In den ersten Jahren ermordeten sie dabei über 85 Prozent der Urbevölkerung. Erst als sie feststellten, dass die Aleuten weitaus geschicktere Seeotterjäger waren, hörte das Morden auf und ging zur Versklavung der Bewohner über. Die Seeotter waren bis zu Beginn des 19. Jahrhunderts auf den gesamten Aleuten nahezu ausgerottet. Überdies setzten die Russen Polarfüchse auf den Inseln aus, welche die für die Subsistenz enorm wichtigen Seevögel (vor allem für die Herstellung von Kleidung aus Vogelbälgen) drastisch reduzierten. Erst das Aussetzen von Rotfüchsen besserte diese Entwicklung etwas. Im Laufe der Zeit vermischte sich die restliche Urbevölkerung mit den Eroberern. Dies ist noch heute an den russischen Familiennamen zu erkennen, die die meisten Aleuten tragen.
Auch die frühen amerikanischen Siedler, darunter Jäger, nahmen kaum Rücksicht und töteten viele Aleuten. Als 1867 Russland die Inselkette der Aleuten zusammen mit Alaska an die Vereinigten Staaten verkaufte (Alaska Purchase), verbesserte sich die Lage etwas, da fast alle Pelztiere weitgehend ausgerottet waren und somit keine Jäger mehr zu den Aleuten vorstießen. Die Anzahl der Aleuten verringerte sich von etwa 25.000 Menschen auf nur noch 2500 in der zweiten Hälfte des 20. Jahrhunderts.
Die Bevölkerung der Aleuten hatte in den USA nicht das volle Bürgerrecht, formal standen alle Aleuten unter der Vormundschaft des US Fish and Wildlife Service, der in Alaska die Rolle einnahm, die in den Lower 48 das Bureau of Indian Affairs für die Indianer wahrnahm.

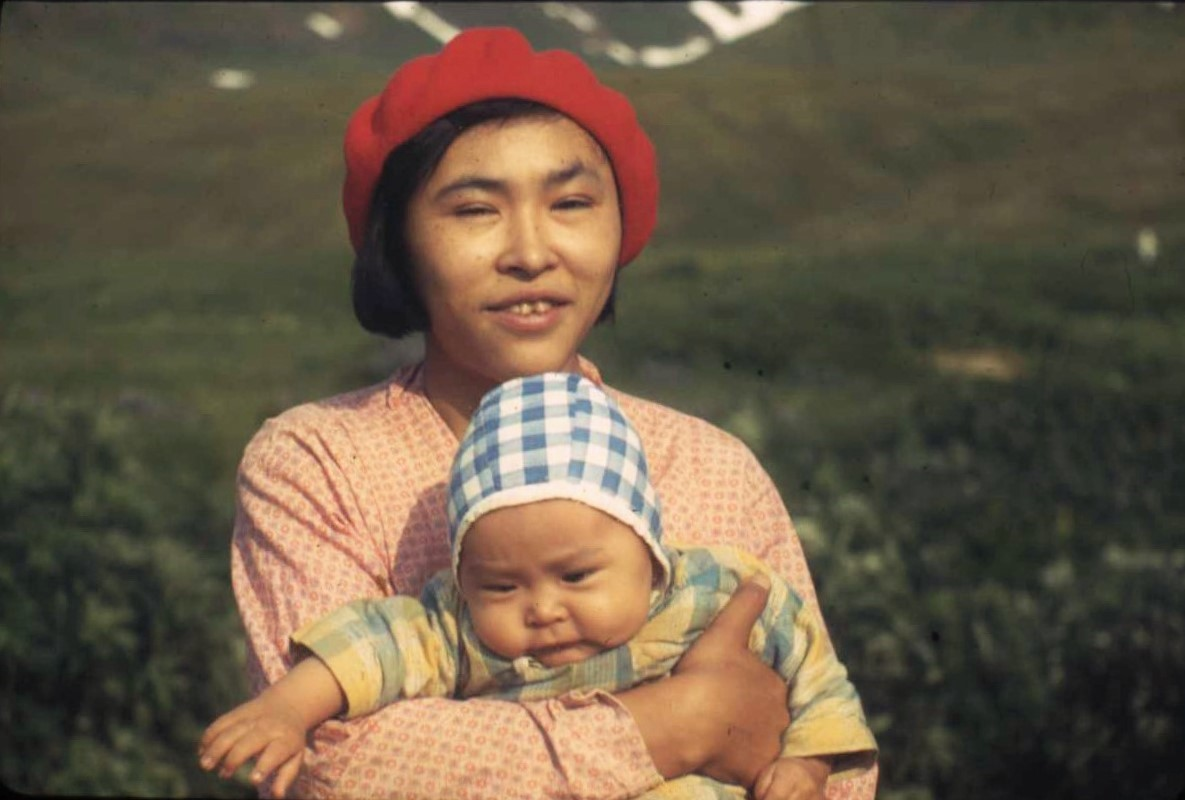
Aleutin von der Insel Attu mit Baby (1941)

Als Japan im Zweiten Weltkrieg die USA angriff, begann die für beide Seiten verlustreiche Schlacht um die Aleuten, in deren Verlauf die Inseln Attu und Kiska besetzt wurden. Die Bewohner aller Inseln wurden daraufhin durch die US Army zwangsumgesiedelt und in den südlichen Teilen Alaskas interniert. In der Folge eroberten die Amerikaner die Inseln zurück. Teils bei der Umsiedlung, teils unter militärischer Verwaltung wurden Dörfer und Eigentum der Aleuten zerstört. Im Frühling 1944 durften die ersten, im April 1945 die weiteren Internierten in ihre Heimat zurückkehren. Ihre alte Kultur, ihre sozialen Strukturen hatten unter der Umsiedlung gelitten. Viele Kinder wurden zwangsweise auf Internate geschickt und verloren insbesondere den Zugang zu ihrer traditionellen Sprache. Die Internierten kamen im südlichen Alaska oft auch zum ersten Mal mit Alkohol in Berührung.
Auch der rechtliche Status der Aleuten war ähnlich dem der Indianer lange von minderem Rang, denn bis 1966 galten sie als Mündel des United States Fish and Wildlife Service. Substanzielle Bürgerrechte gewährte ihnen der Kongress erst ab diesem Jahr.

## Gegenwärtige Situation

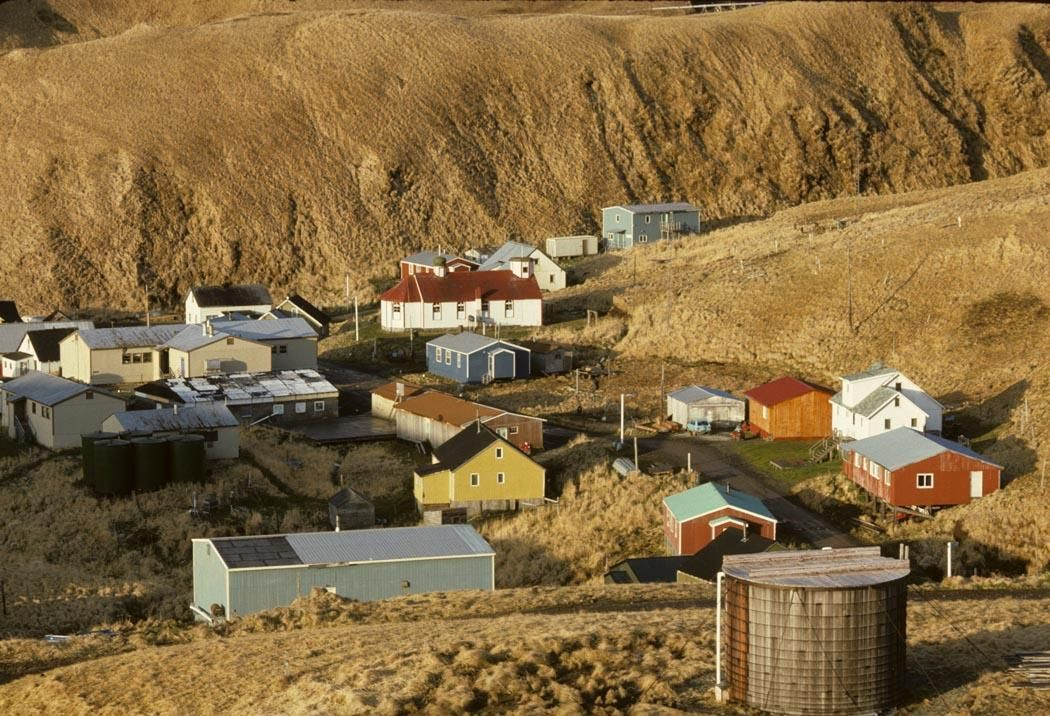
Aleutendorf auf der Insel Atka

Die heutigen Aleutendörfer, die meist aus Holzhäusern bestehen, werden unterschiedlich geführt; moderne und traditionelle Formen vermischen sich dabei. Viele Dörfer stehen heute in Partnerschaften mit der Fischereiindustrie, die neben der Militärindustrie die meisten Arbeitsplätze bieten. Viele Menschen arbeiten saisonal außerhalb ihres Wohnortes. Daneben existiert auf einigen Inseln auch noch ein materieller Nebenerwerb durch die traditionelle Subsistenzwirtschaft. Die Bedeutung der Selbstversorgung muss jedoch auch bei Familien, die keiner marktwirtschaftlichen Tätigkeit nachgehen, im Hinblick auf den sogenannten „Permanent Fund“ des Staates Alaska gesehen werden: Jeder Bürger erhält seit 1976 meist im Herbst eine Dividende aus den staatlichen Einnahmen aus der Ölindustrie, die in den Jahren 1998 bis 2013 durchschnittlich 1.370 $ pro Jahr betrug.
Viele Aleuten heiraten nach wie vor gemischt. Die traditionellen Stämme stehen bisweilen in Konkurrenz zu den Dörfern; die Mischehen verkomplizieren diese Situation.